# Marinus Abraham Mieras
Marinus Abraham Mieras (Axel, 27 juni 1915 - Krimpen aan den IJssel, 24 april 1981) was een Nederlandse predikant van de Oud Gereformeerde Gemeenten in Nederland die zes jaar de Staatkundig Gereformeerde Partij (SGP) in de Tweede Kamer der Staten-Generaal vertegenwoordigde. Hij voelde zich meer predikant dan politicus en werd voornamelijk uit plichtsbesef jegens zijn partij Kamerlid. Hij liet vooral een bevindelijk-christelijk geluid horen bij debatten over cultuur en onderwijs.

## Levensloop
Marinus Abraham Mieras werd op 27 juni 1915 in Axel geboren als zoon van Willem Mieras en Cathalina Geertruida Dieleman. Zijn ouders hadden een ijzerhandel in Axel. Hij doorliep de Lagere technische school en volgde zijn vader op als winkelier in ijzerwaren te Axel. Dat bleef hij tot 1937, toen hij besloot te gaan preken.
Mieras trouwde op 31 mei 1944 in Terneuzen met Maria Klaassen. Zij kregen twee zoons en twee dochters. Tussen 1954 en 1981 bewoonde het gezin Mieras het pand Nachtegaalstraat 1 te Krimpen aan den IJssel, naast het kerkgebouw van de Oud Gereformeerde Gemeente, (bijgenaamd de "Mieraskerk").

### Als predikant
Net als zijn ouders was Mieras lidmaat van de Gereformeerde Gemeenten. In zijn predikaties over de zondagen 2, 7, 23 en 33 van de Heidelbergse Catechismus vermeldde Mieras later hoe hij in 1933 tot bekering kwam. Hij begon een zelfstudie theologie. In november 1937 besloot hij in Axel en Terneuzen in het openbaar te gaan preken. Hij kwam daarbij in conflict met de kerkenraad van de Gereformeerde Gemeente van Axel en werd een vrije oefenaar, buiten kerkverband. In 1939 bouwde zijn aanhang een eigen kerk in Terneuzen. Mieras zocht in 1940 aansluiting bij dominee W.H. Blaak van de Oud Gereformeerde Gemeenten, een van de Boone-gemeenten. Op 21 april 1942 werd hij bevestigd als predikant te Terneuzen en op 8 juni 1944 werd hij door ds. Blaak als predikant verbonden aan de Oud Gereformeerde Gemeente te Krimpen aan den IJssel. Deze functie heeft hij tot zijn overlijden in 1981 vervuld. Het kerkgebouw van de Oud Gereformeerde Gemeente te Krimpen waarin hij jarenlang preekte, kreeg hierdoor als bijnaam de Mieraskerk. Dominee Mieras bleef tot 1946 vasthouden aan het traditionele ambtsgewaad (kniebroek, driekantige steek en bef). In 1948 nam hij samen met ds. Van der Poel het initiatief tot een fusie van de Federatie van Oud Gereformeerde Gemeenten met de Oud Gereformeerde Gemeenten (de Boone-gemeenten), zodat het kerkgenootschap van de Oud Gereformeerde Gemeenten in Nederland ontstond.
Mieras was een bekwaam organisator. Zo was hij van 1944 tot 1945, tijdens de Hongerwinter, lid van de voedselcommissie te Krimpen aan den IJssel. Verder had hij zitting in een aantal schoolbesturen. Zo was hij tot 24 april 1981 voorzitter van het schoolbestuur van de "Johannes Calvijnschool" te Krimpen aan den IJssel, van 1954 tot 1973 lid van het bestuur van de Gereformeerde Kweekschool "De Driestar" te Gouda en van 1954 tot zijn overlijden lid van het bestuur van de Stichting Protestant-Christelijke internaten op Gereformeerde grondslag voor schipperskinderen "De Driemaster" te Krimpen aan den IJssel. Daarnaast had hij een aantal kerkelijke nevenfuncties zoals lid van het curatorium van de Oud-Gereformeerde Gemeente te Krimpen aan den IJssel en lid van het "Deputaatschap der Oud-Gereformeerde Gemeente voor correspondentie met de Hoge Overheid". Verder was hij consulent over 14 Oud Gereformeerde Gemeenten.
Tijdens de dienst op tweede paasdag 1981 nam hij belijdenis des geloofs af bij 34 jonge mensen. De preek kon hij niet meer uitspreken. Onder grote stilte daalde hij de kanseltrap af en sloot hoorbaar het deurtje van de preekstoel, als bewijs dat zijn bediening was geëindigd. Vier dagen later overleed Marinus Abraham Mieras, in de leeftijd van 65 jaar.
Nog steeds worden geluidsopnamen van zijn predikaties verkocht.

### Als politicus
Mieras begon zijn politieke loopbaan als voorzitter van de SGP kiesvereniging Krimpen aan den IJssel. Van 1949 tot 1973 was hij lid van het hoofdbestuur van de SGP. Na het overlijden van de SGP-afgevaardigde dominee P. Zandt was hij van 13 juni 1961 tot 5 juni 1963 tussentijds lid van de Tweede Kamer der Staten-Generaal. Na de Tweede Kamerverkiezingen van 1963 werd Mieras op 29 oktober 1963 opnieuw Kamerlid, omdat lijsttrekker D. Kodde wegens ziekte zijn Kamerlidmaatschap moest opgeven. Mieras bleef Kamerlid tot 22 februari 1967. Hij sprak in de Tweede Kamer met name over onderwijs, cultuur en maatschappelijk werk. Zijn streng-christelijk geluid bleek uit zijn beoordeling van het toenmalige geestelijke klimaat in Nederland. Zo noemde hij de invloed van de televisie op het volk "schandelijk en godonterend".

## Geluidsopnames van predikaties
De volgende tien geluidsopnames van predikaties door ds. Mieras zijn verschenen:
- Genesis 1 : 1 (een Goddelijk begin)
- Jozua 6 : 20 (de poorten van Jericho)
- 2 Samuël 9 : 13 (de kreupele Mefibóseth)
- 2 Samuël 23 : 5 (de laatste woorden van David)
- Psalm 42 : 8 (de afgrond roept tot de afgrond)
- Psalm 74 : 19 (de ziel Uwer tortelduif)
- Psalm 85 : 3 (de misdaad Uws volks)
- Psalm 103 : 13 (gelijk zich een vader ontfermt)
- Psalm 105 : 4 (vraagt naar den Heere)
- Hebreeën 11 : 11 (door het geloof heeft Sara)